# Stazione di Ostellato
La stazione di Ostellato è una stazione ferroviaria di superficie della ferrovia Ferrara-Codigoro, ubicata nel territorio del comune di Ostellato, nei pressi del centro cittadino.
Fu inoltre capolinea della tranvia Ostellato-Porto Garibaldi, soppressa nel 1945.

## Strutture e impianti
La stazione è gestita da Ferrovie Emilia-Romagna.
La struttura è costituita da un unico fabbricato viaggiatori, mentre il piazzale del ferro è dotato di un singolo binario passante, servito da una banchina.
È stata recentemente rinnovata la stazione, sono stati rimossi due binari, adeguata la banchina principale e rimossa la seconda banchina.

## Movimento
La stazione è servita da treni regionali svolti da Trenitalia Tper nell'ambito del contratto di servizio stipulato con la regione Emilia-Romagna.
A novembre 2019, la stazione risultava frequentata da un traffico giornaliero medio di circa 174 persone (82 saliti + 92 discesi).